# Hans-Jürgen Ahrens
Hans-Jürgen Ahrens (* 29. Dezember 1945 in Bad Bevensen) ist ein deutscher Rechtswissenschaftler und ehemaliger Hochschullehrer an der Universität Osnabrück.

## Leben
Ahrens studierte ab 1965 bis zu seinem Ersten Juristischen Staatsexamen 1969 Rechtswissenschaften an den Universitäten Göttingen und Tübingen. In Tübingen wurde er Mitglied der Studentenverbindung ATV Arminia im ATB. 1974 promovierte er unter Betreuung von Erwin Deutsch in Göttingen zum Dr. iur. Nach Referendariat und Zweitem Staatsexamen nahm Ahrens eine Tätigkeit als wissenschaftlicher Assistent an Deutschs Lehrstuhl auf und habilitierte sich dort 1981. Er erhielt die Venia legendi für die Fächer Bürgerliches Recht, Handels- und Wirtschaftsrecht, deutsches und internationales Zivilprozessrecht.
Unter Ablehnung eines Rufes der Universität Konstanz folgte Ahrens 1983 einem Ruf der Universität Osnabrück auf einen Lehrstuhl für Bürgerliches Recht und Zivilprozessrecht. Dort lehrt er auch noch nach seiner Emeritierung. 1993/94 war er Dekan der Osnabrücker rechtswissenschaftlichen Fakultät, von 2004 bis 2011 deren Studiendekan. Von 1995 bis 2010 war zudem im zweiten Hauptamt Richter im Spezialsenat für Gesellschaftsrecht und für allgemeines Deliktsrecht am Oberlandesgericht Celle. Von 2007 bis 2013 war er Vizepräsident des Niedersächsischen Landesjustizprüfungsamtes. Seit seiner Emeritierung ist er als Rechtsanwalt tätig.

## Werke (Auswahl)
Ahrens’ Forschungsschwerpunkte liegen vor allem im deutschen und internationalen Zivilprozessrecht, im Wettbewerbsrecht und Recht des Geistigen Eigentums, im Deliktsrecht sowie im anwaltlichen Berufsrecht.
- Die Veröffentlichung vergleichender Werbeträgeranalysen. Eine wettbewerbs- und deliktsrechtliche Untersuchung unter Einbeziehung prozessualer Gesichtspunkte. Heymanns, Köln 1974 (Dissertation).
- Wettbewerbsverfahrensrecht. Zum vorbeugenden Rechtsschutz durch einstweiligen Rechtsschutz. Heymanns, Köln 1983, ISBN 978-3-16-632891-1 (Habilitationsschrift).
- Das Verfahren in UWG-Sachen. RWS Verlag Kommunikationsforum, Köln 1985, ISBN 978-3-8145-0150-5.
- mit Klaus Spätgens: Die gütliche Streiterledigung in UWG-Sachen – Unterwerfung, Unterlassungsberechtigung, Abmahnung. RWS Verlag Kommunikationsforum, Köln 1987, ISBN 978-3-8145-9150-6.
- Anwaltsrecht für Anfänger. C.H. Beck, München 1996, ISBN 978-3-406-41643-9.
- mit Klaus Spätgens: Einstweiliger Rechtsschutz und Vollstreckung in UWG-Sachen. 4. Auflage. RWS Verlag Kommunikationsforum, Köln 2001, ISBN 978-3-8145-2201-2.
- mit Mary-Rose McGuire: Modellgesetz für Geistiges Eigentum. sellier european law publishers, Köln 2012, ISBN 978-3-86653-198-7.
- mit Erwin Deutsch (Begr.): Deliktsrecht. 6. Auflage. Vahlen, München 2014, ISBN 978-3-8006-4758-3.
- Der Beweis im Zivilprozess. Dr. Otto Schmidt, Köln 2015, ISBN 978-3-504-47140-8.
- Berufsrecht der Rechtsanwälte. Dr. Otto Schmidt, Köln 2017, ISBN 978-3-504-06758-8.